# 銃櫃
銃櫃，是台灣南投縣魚池鄉的一個傳統地域名稱，位於該鄉西南端。相較於今日行政區，其範圍大致為武登村西南半部。

## 歷史
台灣清治末期至日治初期，銃櫃地區為一街庄，稱為「銃櫃庄」，隸屬於五城堡。該庄東北與頭社庄為鄰，東南與拔社埔庄為鄰，西南邊及西北邊為社仔庄。
1901年（日治明治三十四年）11月，全台廢縣廳改設二十廳，該庄隸屬於南投廳。1903年（明治三十六年）6月，該庄編入「五城區」，隸屬於南投廳。1909年（明治四十二年）10月，合併二十廳為十二廳，五城區仍隸屬於南投廳。1920年（大正九年），全台地方制度大改正，廢十二廳改設五州二廳，該庄改制為「銃櫃」大字，隸屬於臺中州新高郡魚池庄。
戰後魚池庄改制為魚池鄉，隸屬於臺中縣，大字亦改制為村。1950年10月，中、彰、投分治，魚池鄉改隸屬南投縣。

## 聚落
本地區發展較早的聚落為銃櫃，在日治期初期的官方地圖上已有記載。此外，本地區尚有空湖、土地公鞍、車心崙等聚落。

## 交通
省道台21線（集里路）是台中市東勢區天冷至南投縣信義鄉塔塔加的幹道，大致以東北—西南走向蜿蜒經過銃櫃地區中部偏東地帶。由該道路向東北可前往魚池市區、埔里、國姓、新社等地；向西南可前往信義、和社、塔塔加等地。

## 學校
- 光明國小